# دهستان سینکان
دهستان سینکان، یکی از دهستان‌های بخش مرکزی شهرستان گلشن در استان سیستان و بلوچستان ایران است. مرکز این دهستان، روستای سینکان است.

## جمعیت
براساس سرشماری عمومی نفوس و مسکن در سال ۱۳۹۵، جمعیت دهستان سینکان برابر با ۱٬۱۱۹ نفر بوده‌است.